# Nothomiza flaviordinata
Nothomiza flaviordinata là một loài bướm đêm trong họ Geometridae.